# Afrochlus harrisoni
Afrochlus harrisoni är en tvåvingeart som beskrevs av Freeman 1964. Afrochlus harrisoni ingår i släktet Afrochlus och familjen fjädermyggor.
Artens utbredningsområde är Zimbabwe. Inga underarter finns listade i Catalogue of Life.